# Andrena thoracica
Andrena thoracica là một loài ong trong họ Andrenidae. Loài này được Fabricius miêu tả khoa học đầu tiên năm 1775.